# Vaporum
Vaporum est un jeu vidéo de type dungeon crawler développé et édité par Fatbot Games, sorti en 2017 sur Windows, Mac, Linux, Nintendo Switch, PlayStation 4 et Xbox One.